# 23 mei
23 mei is de 143ste dag van het jaar (144ste dag in een schrikkeljaar) in de gregoriaanse kalender. Hierna volgen nog 222 dagen tot het einde van het jaar.

## Gebeurtenissen
- Algemeen
  - 1839 - Aguascalientes (Mexico) wordt tot staat verheven.
  - 1844 - Een jonge man, die later bekend werd als de Báb, kondigt in Shiraz (Perzië) de op handen zijnde komst aan van de door alle volkeren der aarde verwachte Boodschapper van God.
  - 1923 - Oprichting van Sabena, de nationale luchtvaartmaatschappij van België.
  - 1934 - Bonnie Parker en Clyde Barrow lopen in een hinderlaag van de politie en worden doodgeschoten.
  - 1936 - Een extreemrechtse militant vermoordt de Antwerpse dokwerkers en vakbondsmilitanten Pot en Grijp. De moord is aanleiding van een grote algemene staking in België.
  - 1962 - In Xochicalco worden Rubén Jaramillo en zijn familie door onbekenden vermoord.
  - 1969 - De Lauwerszee wordt afgesloten en wordt vanaf nu Lauwersmeer genoemd.
  - 1971 - In het Begijnhof in Amsterdam overlijdt de laatste begijn.
  - 1977 - Zuid-Molukkers beginnen een treinkaping bij De Punt en gijzeling van een lagere school in Bovensmilde.
  - 1978 - Een Toepolev Tu-144 van Aeroflot verongelukt tijdens een noodlanding. De drie bemanningsleden komen om het leven.
  - 1988 - Kroonprins Willem-Alexander belandt in de buurt van Leiden met zijn nog bijna nieuwe Ford Sierra XR 4x4 in de sloot.
  - 1992 - De bekendste strijder tegen de maffia in Italië, rechter Giovanni Falcone, wordt vermoord bij een bomaanslag op Sicilië.
  - 1995 - De Duitse politie maakt met geweld een einde aan de gijzeling van een 35-jarige gevangenenbewaker uit Celle, bij Hannover.
  - 2006 - De Alaskische stratovulkaan Mount Cleveland barst uit.
  - 2021 - Door een kabelbreuk van de kabelbaan bij het Lago Maggiore komen 14 mensen om het leven.
  - 2024 - Door het instorten van het dak van een horecazaak in de plaats Ses Cadenes op het Spaanse eiland Mallorca komen zeker vier mensen om het leven en raken minimaal zestien anderen gewond.[1]

- Gezondheid
  - 1995 - De epidemie van nekkramp die sinds begin 1995 in West-Afrika woedt, heeft al aan vierduizend mensen het leven gekost.

- Kunst en cultuur
  - 1973 - Te Avignon wordt de eerste Pablo Picasso-expositie geopend sinds zijn plotselinge overlijden op 8 april. Alle 201 doeken die hij schilderde sinds 1970 worden er tentoongesteld.

- Media
  - 1969 - De Nederlandse hitlijst Hilversum 3 Top 30 begint.
  - 2014 - Na acht seizoenen wordt in Nederland de laatste aflevering uitgezonden van het praatprogramma Pauw & Witteman.

- Oorlog
  - 1430 - Jeanne d'Arc wordt gevangengenomen door de Bourgondiërs.
  - 1568 - De troepen van Willem van Oranje (aangevoerd door Lodewijk van Nassau) verslaan de Spaanse troepen, in de Slag bij Heiligerlee. Adolf van Nassau sneuvelt.
  - 1618 - Tweede Praagse Defenestratie. Enkele raadslieden van de Duitse keizer Ferdinand II worden uit het Koningspaleis in de Praagse Burcht gegooid, deze keer door een honderdtal protestantse edelen. De functionarissen overleven de val, maar dit incident is de aanleiding tot de Dertigjarige Oorlog.
  - 1706 - De hertog van Marlborough verslaat de Fransen in de Slag bij Ramillies.
  - 1814 - Het Beleg van Delfzijl eindigt na zes maanden; de laatste Franse troepen in Nederland vertrekken.
  - 1942 - De Duitsers verbieden de toegang tot het strand van Zandvoort.
  - 1945 - De Duitse regering-Dönitz wordt gearresteerd.
  - 1945 - Heinrich Himmler, die al op 20 mei was gearresteerd, maakt zich bekend en pleegt daarna zelfmoord.
  - 1945 - De prominente NSDAP-er Julius Streicher wordt, ondanks zijn vermomming als kunstenaar, herkend en gearresteerd.

- Politiek
  - 1788 - South Carolina wordt de achtste staat van de Verenigde Staten.[2]
  - 1917 - De gemeenteraad van De Bilt-Station (het tegenwoordige Bilthoven) bespreekt alternatieven voor de naam die te vaak verward wordt met De Bilt.
  - 1937 - In Guadalajara, Mexico, wordt de Nationaal Synarchistische Unie (UNS) opgericht.
  - 1949 - Vestiging van de Bondsrepubliek Duitsland, (inclusief de voormalige geallieerde bezettingszones waaronder West-Berlijn), met als hoofdstad Bonn. De grondwet van West-Duitsland treedt tevens in werking.
  - 1951 - Tibetaanse afgevaardigden tekenen (gedwongen) een overeenkomst voor "De bevrijding van Tibet".
  - 1967 - Egypte sluit de Straat van Tiran voor Israëlische vaartuigen, en blokkeert daarmee de Israëlische haven van Eilat.
  - 1979 - Verkiezing van Karl Carstens tot vijfde bondspresident van West-Duitsland.
  - 1984 - Verkiezing van Richard von Weizsäcker tot zesde bondspresident van West-Duitsland.
  - 1989 - Herverkiezing van Richard von Weizsäcker tot bondspresident van West-Duitsland.
  - 1991 - Het Verdrag van Anholt wordt getekend in Isselburg.
  - 1994 - Verkiezing van Roman Herzog tot zevende bondspresident van Duitsland.
  - 1995 - Premier Alain Juppé van Frankrijk kondigt tijdens zijn eerste toespraak tot het parlement aan dat het minimumloon (ongeveer 1600 gulden) per 1 juli "aanzienlijk" zal worden verhoogd.
  - 1999 - Verkiezing van Johannes Rau tot achtste bondspresident van Duitsland.
  - 2001 - Ex-koning Michaël I van Roemenië zet weer voet in het paleis in Boekarest.
  - 2002 - In Nederland treedt de nieuwe Tweede Kamer aan.
  - 2003 - De Senaat en het Huis van Afgevaardigden stemmen in met de voorgestelde belastingverlagingen van president George W. Bush, doch in sterk afgeslankte vorm.
  - 2004 - Verkiezing van Horst Köhler tot negende bondspresident van Duitsland.
  - 2024 - De Algemene Vergadering van de Verenigde Naties besluit dat voortaan jaarlijks op 11 juli de genocide in Srebrenica zal worden herdacht. Servische regeringsleiders zijn niet te spreken over het besluit.[3]

- Recreatie
  - 1969 - De rock-opera Tommy van The Who komt uit.
  - 1983 - In het Disneyland Park te Anaheim wordt de attractie Pinocchio's Daring Journey geopend.

- Religie
  - 1995 - In Rome wordt de grootste moskee van Europa ingewijd.
  - 2002 - Paus Johannes Paulus II reist van Azerbeidzjan naar Bulgarije voor een vierdaags bezoek.

- Sport
  - 1891 - De eerste editie van Bordeaux-Parijs vond plaats. De eerste renners finishten één dag later. De wedstrijd werd gewonnen door de Brit George Pilkington Mills.
  - 1991 - De openbare aanklager van de rechtbank in Brugge eist twee jaar gevangenisstraf tegen voetballer Pascal De Wilde van KV Mechelen wegens het rijden onder invloed en het veroorzaken van een verkeersongeval, waarbij twee mensen de dood vonden.
  - 2001 - Bayern München wint de Champions League. In de finale in Milaan zegeviert de Duitse voetbalclub na strafschoppen (5-4) ten koste van het Spaanse Valencia. De finale wordt gefloten door de Nederlandse scheidsrechter Dick Jol.
  - 2007 - AC Milan wint de Champions League met een 2-1 overwinning op Liverpool.
  - 2009 - VfL Wolfsburg wordt voor de eerste keer in haar geschiedenis kampioen van Duitsland na een 5-1 winst tegen Werder Bremen
  - 2016 - Enkele dagen na het winnen van de Beker is trainer Louis van Gaal ontslagen bij Manchester United.
  - 2021 - Max Verstappen wint de Grand Prix Formule 1 van Monaco 2021.
  - 2021 - NEC Nijmegen verslaat NAC Breda in de play-offs en promoveert verrassend naar de Eredivisie.
  - 2022 - In het Zwitserse Grenchen rijdt de Nederlandse wielrenster Ellen van Dijk met een afstand van 49,254 km een nieuw werelduurrecord.[4]

- Wetenschap en technologie
  - 1785 - Uitvinding van de bifocale bril door Benjamin Franklin.
  - 1918 - De raffinaderij van Koninklijke Olie op Curaçao wordt in bedrijf gesteld.
  - 1993 - De Moskou Expres tussen Hoek van Holland en Moskou rijdt voor het laatst.
  - 1995 - De programmeertaal Java wordt aangekondigd.
  - 1995 - Lancering met een Atlas I raket van de weersatelliet GOES 9, onderdeel van het Geostationary Operational Environmental Satellite (GOES) netwerk in een geostationaire baan rond de Aarde.[5]
  - 2017 - NASA astronauten Peggy Whitson en Jack Fischer maken een ongeplande urgente ruimtewandeling om een kapot apparaat aan de buitenkant van het ISS te vervangen dat vitale systemen van het ruimtestation aanstuurt.[6]

## Geboren

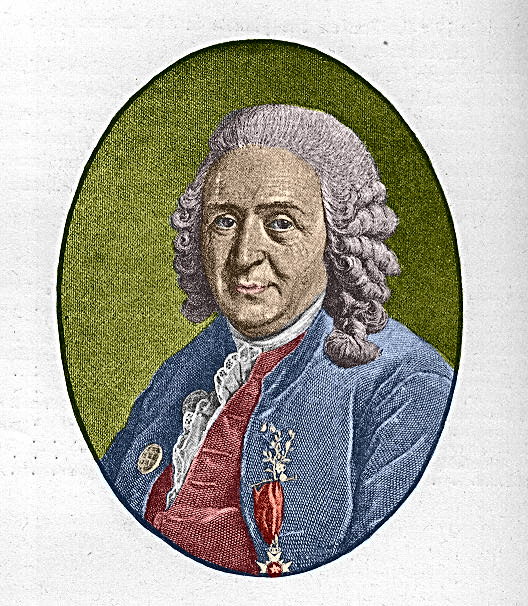
Carl Linnaeus
geboren in 1707

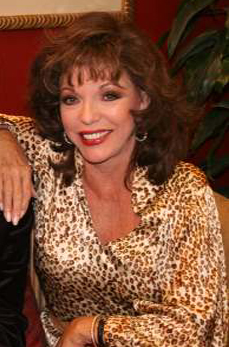
Joan Collins
geboren in 1933

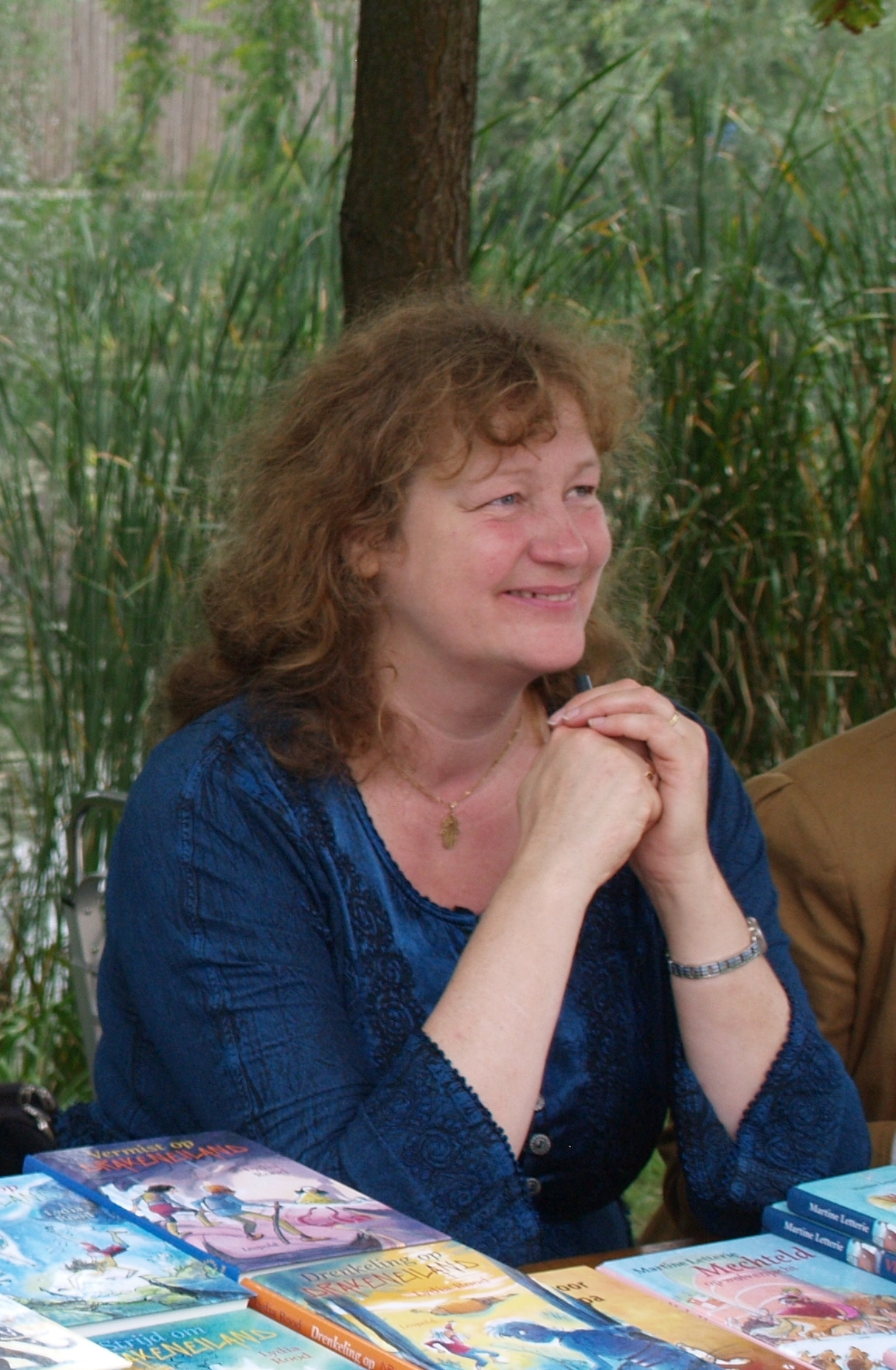
Lydia Rood
geboren in 1957

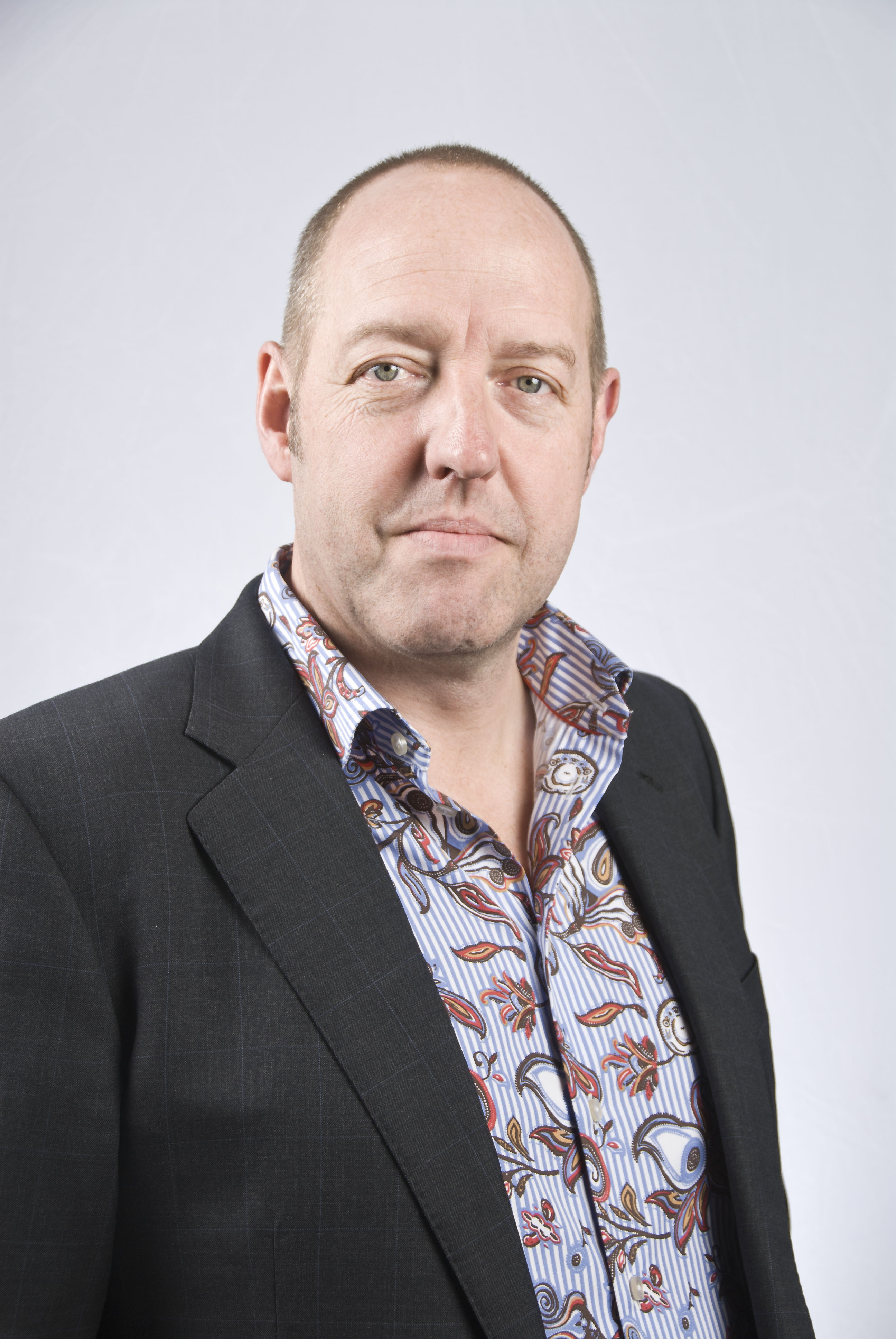
Harry Piekema
geboren in 1959

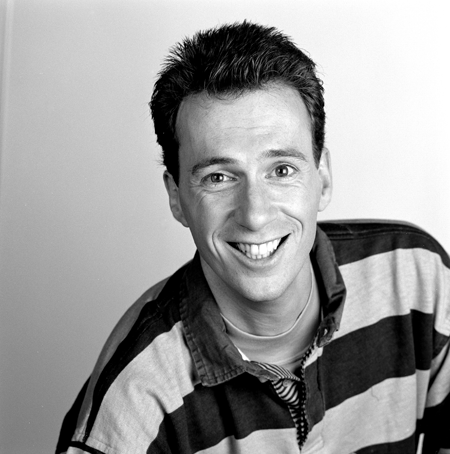
Jochem van Gelder
geboren in 1963

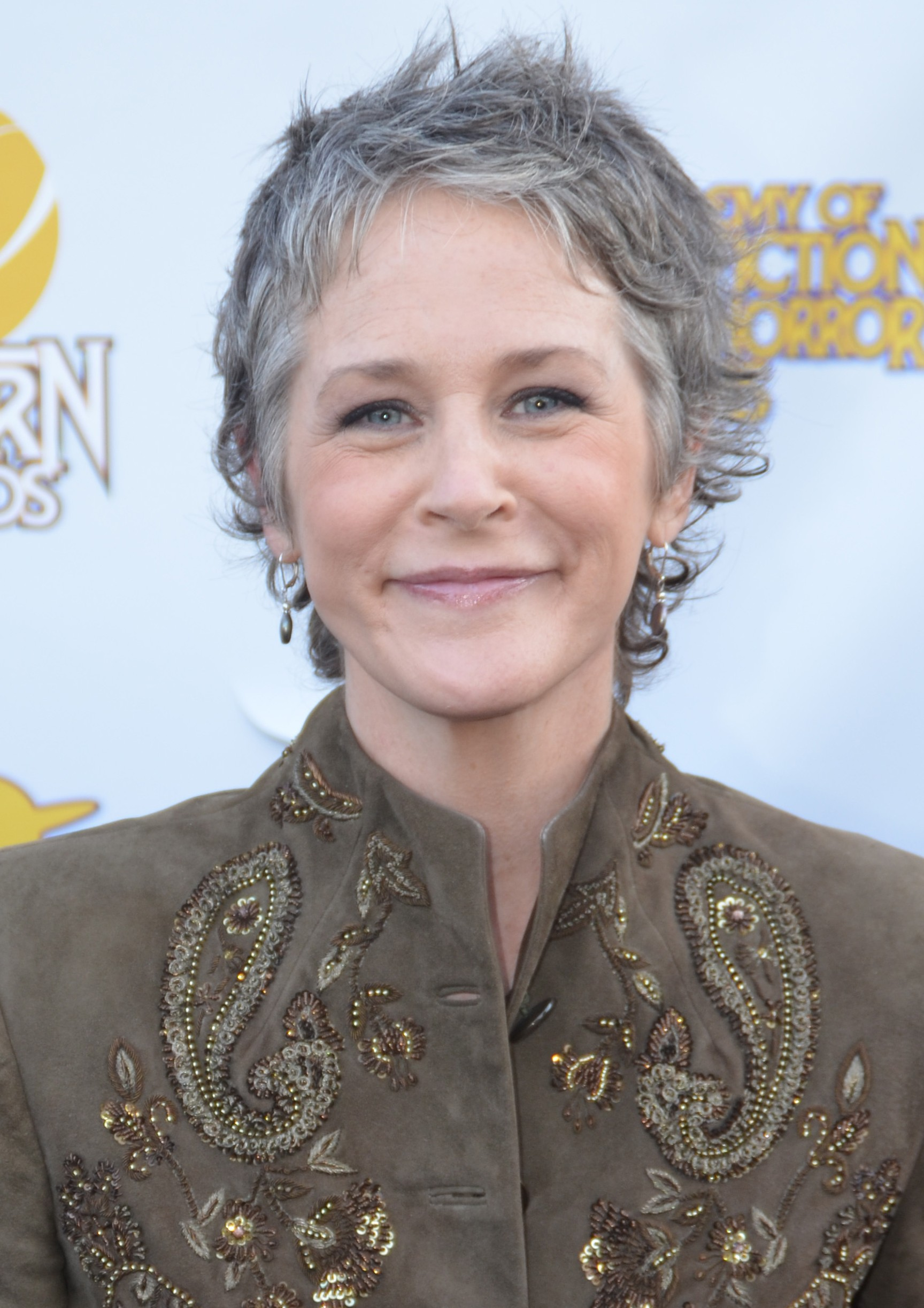
Melissa McBride
geboren in 1965

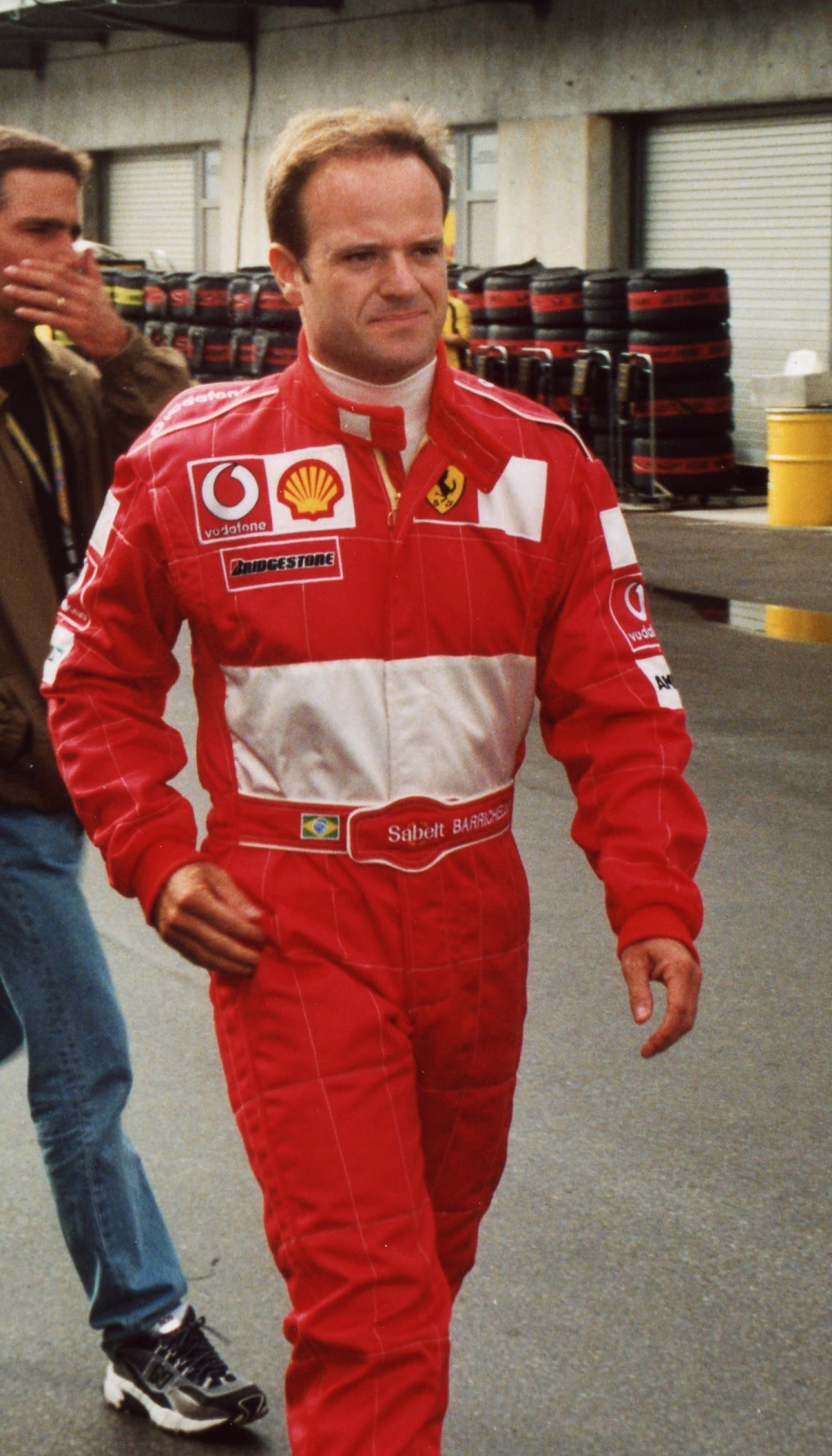
Rubens Barrichello
geboren in 1972

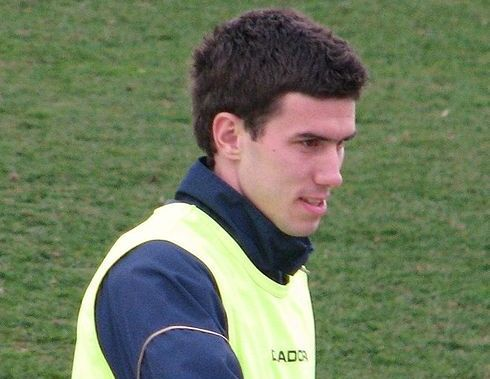
Ante Tomić,
geboren in 1983

- 635 - K'inich K'an B'alam II, heerser van Palenque (overleden 702)
- 1052 - Filips I van Frankrijk, koning van Frankrijk (overleden 1108)
- 1617 - Elias Ashmole, Engels oudheidkundige en politicus (overleden 1692)
- 1676 - Johann Bernhard Bach, Duits componist (overleden 1749)
- 1707 - Linnaeus, Zweeds bioloog (overleden 1778)
- 1722 - Anton Čebej, Sloveens kunstschilder (overleden 1774)
- 1734 - Franz Anton Mesmer, Duits arts en astronoom (overleden 1815)
- 1741 - Andrea Luchesi, Italiaans componist (overleden 1801)
- 1790 - Jules Dumont d'Urville, Frans ontdekkingsreiziger (overleden 1842)
- 1790 - Rómulo Díaz de la Vega, Mexicaans politicus en militair (overleden 1867)
- 1794 - Ignaz Moscheles, Boheems componist en pianovirtuoos (overleden 1870)
- 1805 - Georgiana Molloy, Brits pionierster en botanica in West-Australië (overleden 1843)
- 1820 - James B. Eads, Amerikaans ingenieur en uitvinder (overleden 1887)
- 1840 - George Throssell, 2e premier van West-Australië (overleden 1910)
- 1844 - Alfred Espinas, Frans intellectueel (overleden 1922)
- 1866 - Johannes de Heer, Nederlands evangelist (overleden 1961)
- 1883 - Douglas Fairbanks, Amerikaans acteur (overleden 1939)
- 1885 - Reinder Brolsma, Nederlands schrijver (overleden 1953)
- 1888 - Adriaan Roland Holst, Nederlands dichter (overleden 1976)
- 1889 - Alexander Sizoo, Nederlands classicus (overleden 1961)
- 1891 - Pär Lagerkvist, Zweeds schrijver (overleden 1974)
- 1891 - Gretchen Lederer, Duits actrice (overleden 1955)
- 1892 - Hans Streuli, Zwitsers politicus  (overleden 1970)
- 1896 - Felix Steiner, Duits generaal (overleden 1966)
- 1898 - Josef Terboven, Duits militair (overleden 1945)
- 1900 - Hans Frank, Duits jurist, generaal-gouverneur bezet Polen (overleden 1946)
- 1901 - Edmund Rubbra, Brits componist, muziekpedagoog en pianist (overleden 1986)
- 1903 - Ernst Klodwig, Duits autocoureur (overleden 1973)
- 1904 - Wim Bos Verschuur, Surinaams politicus, schrijver en kunstenaar (overleden 1985)
- 1908 - John Bardeen, Amerikaans natuurkundige, tweevoudig Nobelprijswinnaar (overleden 1991)
- 1908 - Annemarie Schwarzenbach, Zwitsers schrijfster, journaliste en fotografe (overleden 1942)
- 1910 - Artie Shaw, Amerikaans jazzmuzikant (overleden 2004)
- 1913 - Carlos Rafael Rodríguez, Cubaans politicus (overleden 1997)
- 1917 - Edward Lorenz, Amerikaans wiskundige en meteoroloog (overleden 2008)
- 1917 - Hans Roest, journalist en uitgever (overleden 2006)
- 1918 - Dominador Aytona, Filipijns politicus, bestuurder en topman (overleden 2017)
- 1920 - Cyriel Moeyaert, Belgisch schrijver en Frans-Vlaanderen-kenner (overleden 2020)
- 1922 - Joop Alberts, Nederlands verzetsstrijder (overleden 2024)
- 1922 - Erik Holmberg, Noors voetballer (overleden 1998)
- 1925 - Joe James, Amerikaans autocoureur (overleden 1952)
- 1927 - Dieter Hildebrandt, Duits acteur, cabaretier en boekauteur (overleden 2013)
- 1927 - Piet Vink, Nederlands politicus (overleden 2002)
- 1928 - Hans Blum, Duits schlagerzanger, componist, tekstschrijver en muziekproducent (overleden 2024)
- 1928 - Rosemary Clooney, Amerikaans zangeres en actrice (overleden 2002)
- 1929 - Firmin Bral, Belgisch wielrenner (overleden 2009)
- 1929 - Frans Vanderborght, Belgisch politicus (overleden 2013)
- 1930 - Aleksandar Matanović, Servisch schaker (overleden 2023)
- 1931 - Barbara Barrie, Amerikaans actrice
- 1931 - Lucian Mureșan, Roemeens kardinaal
- 1932 - John Lyons, Brits taalkundige (overleden 2020)
- 1933 - Gerrit Braks, Nederlands politicus (overleden 2017)
- 1933 - Joan Collins, Brits actrice
- 1934 - Gordon Fee, Amerikaans theoloog (overleden 2022)
- 1934 - Robert Moog, Amerikaans muziekinstrumentmaker (overleden 2005)
- 1934 - Mason Rudolph, Amerikaans golfer (overleden 2011)
- 1935 - Susan Cooper, Brits schrijfster
- 1935 - Martine Crefcoeur, Nederlands actrice (overleden 2020)
- 1936 - Charles Kimbrough, Amerikaans acteur (overleden 2023)
- 1939 - J.M.A. Biesheuvel, Nederlands schrijver (overleden 2020)
- 1939 - Terry Schueremans, Belgisch atlete
- 1940 - Gerard Larrousse, Frans autocoureur
- 1942 - Mohamed Lagmouch, Marokkaans buurtvader
- 1941 - Hans Ouwerkerk, Nederlands burgemeester
- 1944 - John Newcombe, Australisch tennisser
- 1945 - Roel Luijnenburg, Nederlands roeier (overleden 2023)
- 1946 - Richard Bukacki, Nederlands wielrenner (overleden 2024)
- 1946 - Frederik de Groot, Nederlands acteur
- 1946 - Henk Kok, Nederlands sportverslaggever
- 1947 - Carlos Mendes, Portugees zanger, componist en acteur
- 1947 - Carla van der Vorst, Nederlands modeontwerper (overleden 2010)
- 1949 - Alan García, Peruviaans politicus en president (overleden 2019)
- 1950 - Aleksandr Klepikov, Sovjet-Russisch roeier (overleden 2021)
- 1950 - Cor van Wijgerden, Nederlands schaker
- 1951 - Hisham Bastawisi, Egyptisch rechter en politicus (overleden 2021)
- 1951 - Anatoli Karpov, Russisch schaker
- 1952 - Martin Parr, Brits documentairefotograaf, fotojournalist en verzamelaar
- 1953 - Guido Belcanto, Belgisch zanger
- 1953 - Koert Lindijer, Nederlands journalist
- 1953 - Mílton da Cunha Mendonça (Mendonça), Braziliaans voetballer (overleden 2019)
- 1953 - Dick Stellingwerf, Nederlands politicus
- 1953 - Enzo Trossero, Argentijns voetballer en voetbaltrainer
- 1954 - Marvin Hagler, Amerikaans bokser (overleden 2021)
- 1954 - Hans Kruize, Nederlands hockeyer
- 1955 - Mary Black, Iers zangeres
- 1956 - Albert Voorn, Nederlands springruiter
- 1957 - Jimmy McShane (Baltimora), Noord-Iers zanger (overleden 1995)
- 1957 - Mário José dos Reis Emiliano (Marinho), Braziliaans voetballer (overleden 2020)
- 1957 - Lydia Rood, Nederlands schrijfster
- 1958 - Drew Carey, Amerikaans komiek
- 1958 - Frank Jelinski, Duits autocoureur
- 1958 - Les O'Connell, Nieuw-Zeelands roeier
- 1959 - Marcella Mesker, Nederlands tennisster en televisiecommentator
- 1959 - Harry Piekema, Nederlands acteur, televisiepresentator, toneelspeler en regisseur
- 1961 - Daniele Massaro, Italiaans voetballer
- 1962 - Marnie Blok, Nederlands actrice en scenarioschrijver
- 1962 - Peter Gelpke, Nederlands schaker
- 1962 - Igor Novikov, Amerikaans schaker
- 1963 - Rita Defauw, Belgisch roeister
- 1963 - Jochem van Gelder, Nederlands televisiepresentator
- 1964 - Wilson Carlos Mano (Wilson Mano), Braziliaans voetballer
- 1965 - Tom Tykwer, Duits regisseur
- 1965 - Melissa McBride, Amerikaans actrice
- 1966 - Ernst-Paul Hasselbach, Nederlands journalist en televisiepresentator (overleden 2008)
- 1968 - Peter Adeberg, Duits schaatser
- 1968 - Esther de Kleuver, Nederlands schaakster
- 1969 - Jelena Sjoesjoenova, Russisch turnster (overleden 2018)
- 1970 - Yigal Amir, Israëlisch moordenaar van Yitzchak Rabin
- 1970 - Bryan Herta, Amerikaans autocoureur
- 1971 - Laurel Holloman, Amerikaans actrice
- 1972 - Jack Allerts, Nederlands schrijver
- 1972 - Rubens Barrichello, Braziliaans autocoureur
- 1972 - Kevin Ullyett, Zimbabwaans tennisser
- 1972 - Anne Wenzel, Duits beeldhouwer, installatiekunstenaar, fotograaf en kunstschilder
- 1973 - Viveka Babajee, Indiaas model (overleden 2010)
- 1973 - Liesbeth Staats, Nederlands journaliste en presentatrice
- 1973 - Mirjam Sterk, Nederlands politica
- 1973 - Ron Trent, Amerikaans dj en deephouseproducent
- 1974 - Edwin Hermans, Nederlands voetballer
- 1974 - Jewel, Amerikaans zangeres
- 1974 - Fabio Sacchi, Italiaans wielrenner
- 1974 - Manuela Schwesig, Duits politica
- 1976 - Noriko Anno, Japans judoka
- 1976 - Ricardo Luiz Pozzi Rodrigues, Braziliaans voetballer
- 1977 - Maria Bolikova, Russisch atlete
- 1977 - Ilja Koelik, Russisch kunstschaatser
- 1977 - Annabel Kosten, Nederlands zwemster
- 1977 - Karim Schelkens, Belgisch kerkhistoricus en katholiek theoloog
- 1980 - Lane Garrison, Amerikaans acteur
- 1980 - Theofanis Gekas, Grieks voetballer
- 1981 - Josu Agirre, Spaans wielrenner
- 1981 - Sultan Al Neyadi, Emiratisch ruimtevaarder (Crew-6 missiespecialist)[7]
- 1982 - Malene Mortensen, Deens zangeres
- 1982 - Tristan Prettyman, Amerikaans muzikant
- 1982 - Adil Shamasdin, Canadees tennisser
- 1983 - Silvio Proto, Belgisch voetbaldoelman
- 1983 - Heidi Range, Brits zangeres
- 1983 - Alex Shelley, Amerikaans worstelaar
- 1983 - Ante Tomić, Kroatisch voetballer
- 1984 - Hugo Almeida, Portugees voetballer
- 1985 - Sekou Cissé, Ivoriaans voetballer
- 1985 - Sebastián Fernández, Uruguayaans voetballer
- 1985 - Tejmoeraz Gabasjvili, Russisch tennisser
- 1985 - Wim Stroetinga, Nederlands wielrenner
- 1985 - Ross Wallace, Schots voetballer
- 1986 - Steve Billirakis, Amerikaans pokerspeler
- 1986 - Valentina Marchei, Italiaans kunstschaatsster
- 1986 - Natalja Matvejeva, Russisch langlaufster
- 1986 - Alice Mills, Australisch zwemster
- 1986 - Ilko Pirgov, Bulgaars voetbaldoelman
- 1986 - Ruben Zadkovich, Australisch voetballer
- 1987 - Windham Rotunda (Bray Wyatt/The Fiend), Amerikaans professioneel worstelaar (overleden 2023)
- 1987 - Richard Schmidt, Duits roeier
- 1987 - Sjors Ultee, Nederlands voetbaltrainer
- 1988 - Iain Jensen, Australisch zeiler
- 1988 - Maja Klepić, Bosnisch alpineskiester
- 1988 - Morgan Pressel, Amerikaans golfer
- 1990 - Daniel Evans, Engels tennisser
- 1990 - Uroš Matić, Servisch voetballer
- 1991 - Côme Ledogar, Frans autocoureur
- 1991 - Lena Meyer-Landrut, Duits zangeres
- 1991 - Michael Weiss, Amerikaans zwemmer
- 1993 - Eseosa Aigbogun, Zwitsers voetbalster
- 1993 - Camille Laus, Belgisch atlete
- 1994 - Yun Sung-bin, Zuid-Koreaans skeletonracer
- 1994 - Bab Buelens, Belgisch actrice
- 1994 - Lára Pedersen, IJslands voetbalster
- 1995 - Ronald Koeman jr., Nederlands voetballer
- 1996 - Katharina Althaus, Duits schansspringster
- 1997 - Johannes Dale, Noors biatleet
- 1997 - Joe Gomez, Engels profvoetballer
- 1998 - Sérgio Sette Câmara, Braziliaans autocoureur
- 2000 - Evan Bird, Canadees acteur
- 2000 - Felipe Drugovich, Braziliaans autocoureur
- 2000 - Jérémie Vrielynck, Belgisch zanger, (stem)acteur en muzikant
- 2001 - Matt Lintz, Amerikaans acteur
- 2003 - Luna van Kampen, Nederlands singer-songwriter
- 2003 - Anna Sandberg, Zweeds voetbalster
- 2005 - Josephine Arendsen, Nederlands actrice

## Overleden

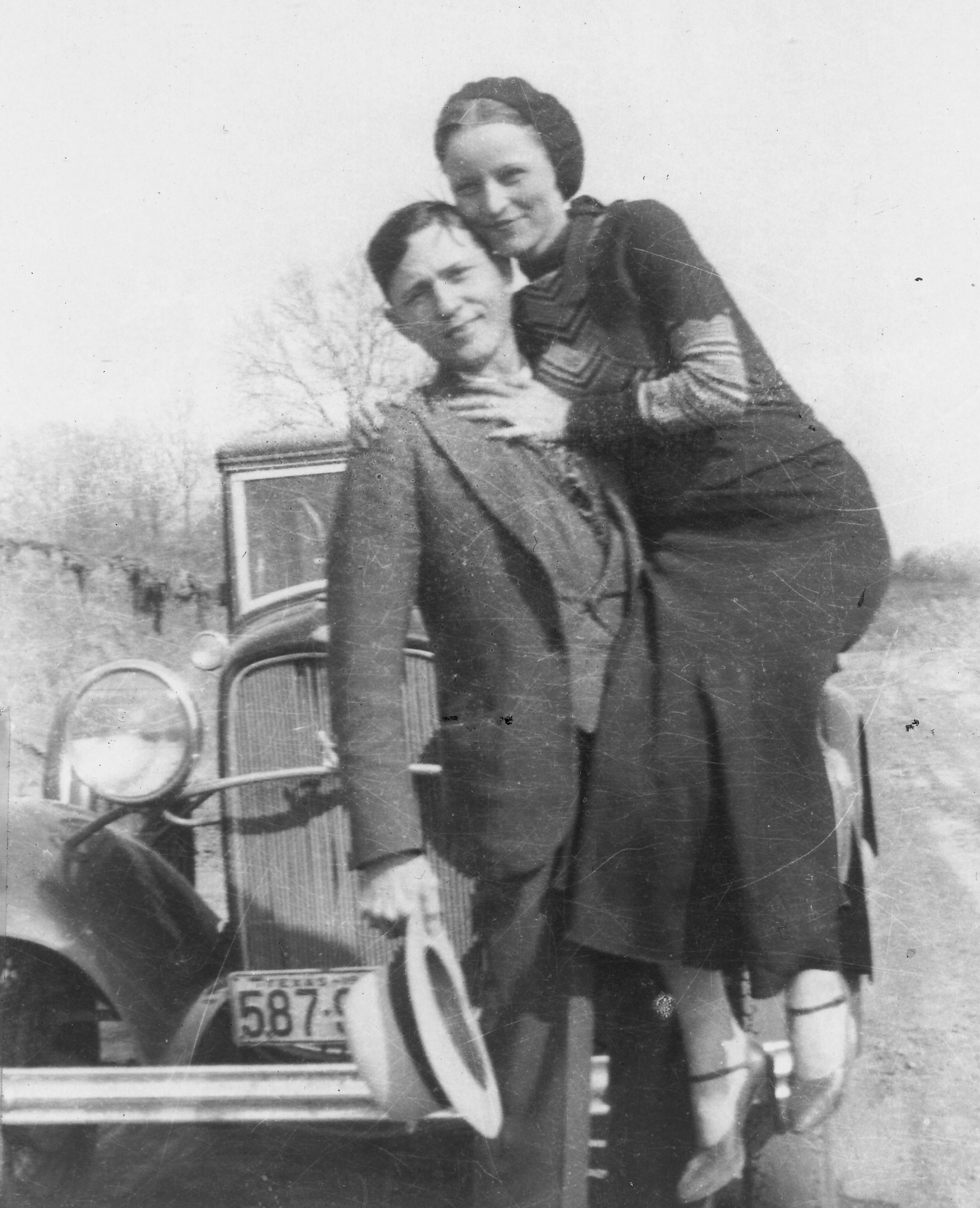
Clyde Barrow en Bonnie Parker,
overleden in 1934

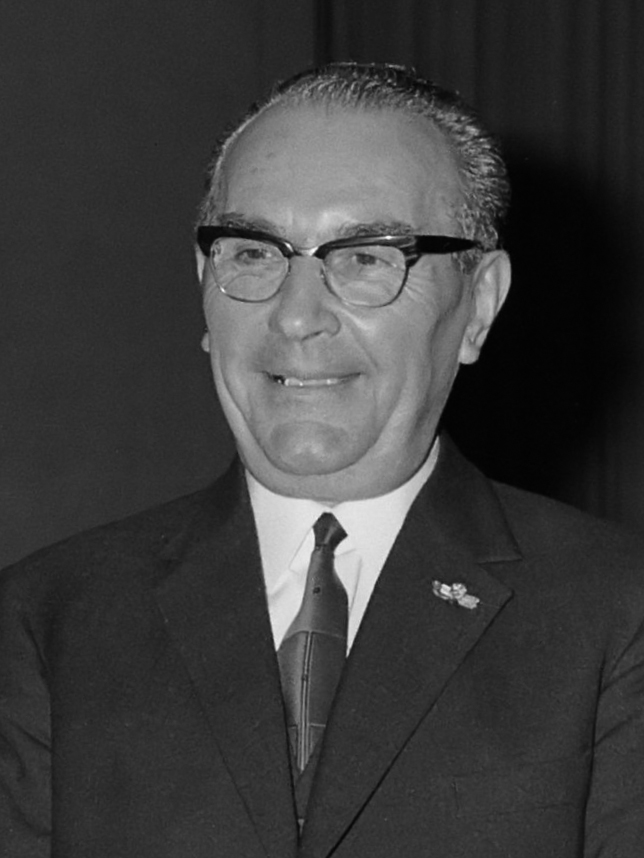
Hub van Doorne,
overleden in 1979

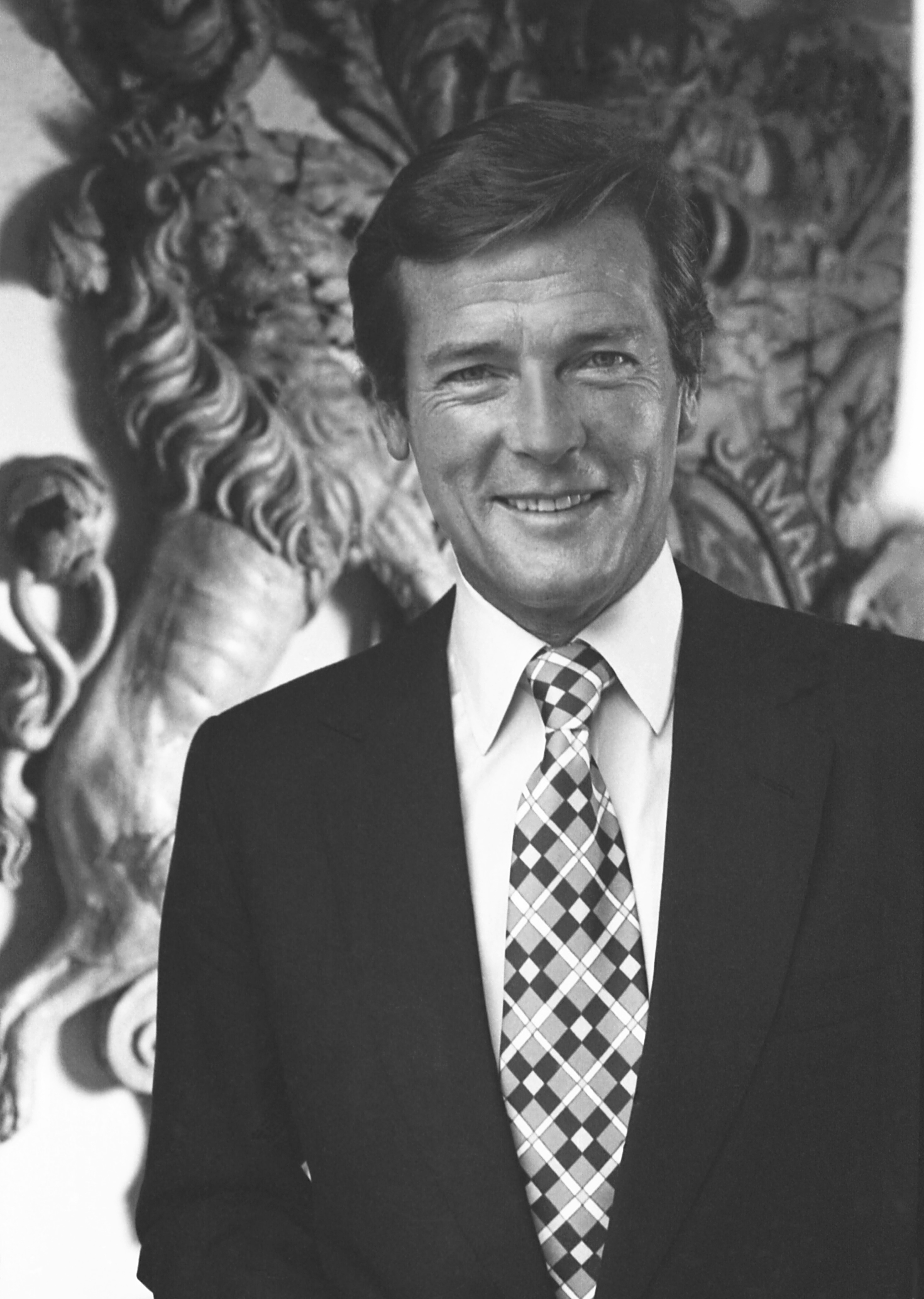
Roger Moore,
overleden in 2017

- 779 - Dai Zong (52), Chinees keizer
- 1498 - Girolamo Savonarola (45), Florentijns politicus
- 1568 - Jan van Ligne (±43), Nederlands militair
- 1568 - Adolf van Nassau (27), graaf van Nassau
- 1701 - William Kidd (±56), Schots zeerover
- 1793 - William Hudson (±63), Engels botanicus en apotheker
- 1857 - Augustin Louis Cauchy (67), Frans wis- en natuurkundige
- 1873 - Pierre-Jean De Smet (72), Belgisch missionaris, ontdekkingsreiziger en pionier
- 1890 - Louis Artan (53), Nederlands schilder en etser
- 1905 - Martinus Wilhelmus van der Aa (75), Nederlands auteur
- 1906 - Joseph van Lil (60), Belgisch-Nederlands kunstschilder
- 1906 - Henrik Ibsen (78), Noors dramaturg en criticus
- 1917 - Ranavalona III (55), van 1883 tot 1917 koningin van Madagaskar
- 1923 - Otto Bahr Halvorsen (50), Noors politicus
- 1934 - Clyde Barrow (25), Amerikaans crimineel (Bonnie en Clyde)
- 1934 - Bonnie Parker (23), Amerikaans crimineel (Bonnie en Clyde)
- 1935 - August De Winne (73), Belgisch schrijver
- 1937 - John D. Rockefeller (97), Amerikaans ondernemer
- 1940 - Andrej Rimski-Korsakov (61), Russisch musicoloog
- 1943 - Adolf Urban (29), Duits voetballer
- 1944 - Tom Curtis, (73), Amerikaans atleet
- 1945 - Hans-Georg von Friedeburg (49), Duits admiraal
- 1945 - Heinrich Himmler (44), Duits nationaalsocialist
- 1949 - Jan Frans De Boever (76), Belgisch kunstschilder
- 1962 - Rubén Jaramillo (62), Mexicaans activist
- 1969 - Peter Alma (83), Nederlands beeldend kunstenaar
- 1973 - Alois Podhajsky (75), Oostenrijks ruiter
- 1979 - Hub van Doorne (79), Nederlands oprichter Van Doorne's Automobielfabriek (DAF)
- 1984 - Jo Stroomberg (65), Nederlands zwemster
- 1986 - Altiero Spinelli (78), Italiaans politicus
- 1991 - Jean Van Houtte (84), Belgisch politicus
- 1992 - Giovanni Falcone (53), Italiaans rechter en maffiajager
- 1994 - Joe Pass (65), Amerikaans jazzgitarist
- 1999 - Owen Hart (34), Canadees professioneel worstelaar
- 2003 - Jean Yanne (79), Frans acteur en regisseur
- 2005 - Sigfrid Gràcia (73), Spaans voetballer
- 2006 - Philippe Amaury (66), Frans uitgeversondernemer en mediamagnaat
- 2006 - Lloyd Bentsen (85), Amerikaans politicus
- 2006 - Frits Bernard (85), Nederlands psycholoog, seksuoloog en schrijver
- 2006 - James Carey (71), Amerikaans communicatiewetenschapper
- 2006 - Kazimierz Górski (85), Pools voetballer en voetbalcoach
- 2006 - Mary Margaret Smith (112), Amerikaans zeer oud persoon
- 2007 - Etienne Elias (71), Belgisch kunstschilder
- 2007 - Dirk Van Esbroeck (60), Belgisch zanger, muzikant en componist
- 2007 - Kei Kumai (76), Japans regisseur
- 2008 - Steven Barends (93), Nederlands schrijver
- 2008 - Heinrich Kwiatkowski (81), Duits voetbaldoelman
- 2009 - Roh Moo-hyun (62), Zuid-Koreaans politicus en president
- 2009 - Pieter Wiegersma (88), Nederlands glazenier, schilder, tapijtkunstenaar en schrijver
- 2011 - Nasser Hejazi (61), Iraans voetballer
- 2011 - Alejandro Roces (86), Filipijns schrijver en minister
- 2011 - Xavier Tondó (32), Spaans wielrenner
- 2013 - Maurits van Hessen (86), Duits landgraaf, econoom, hoofd van het voormalige adellijke Huis Hessen
- 2013 - Georges Moustaki (79), Frans zanger en componist
- 2013 - James Sisnett (113), Barbadiaans supereeuweling
- 2013 - Brian Sternberg (69), Amerikaans atleet
- 2015 - John Forbes Nash jr. (86), Amerikaans econoom en wiskundige
- 2015 - Anne Meara (85), Amerikaans actrice
- 2017 - Stefano Farina (54), Italiaans voetbalscheidsrechter
- 2017 - Roger Moore (89), Brits acteur
- 2017 - René van Nie (78), Nederlands cineast, scenarioschrijver en schrijver
- 2017 - Irio De Paula (78), Braziliaans jazzgitarist en componist
- 2018 - Luis Posada (90), Cubaans terrorist
- 2019 - Wim Woudsma (61), Nederlands voetballer
- 2021 - Eric Carle (91), Amerikaans kinderboekenschrijver en illustrator
- 2021 - Cristóbal Halffter (91), Spaans componist
- 2021 - Paulo Mendes da Rocha (92), Braziliaans architect
- 2021 - John Sprinzel (90), als Duits geboren Brits autocoureur, auteur en windsurfer
- 2022 - Eric Berger (86), Nederlands burgemeester
- 2022 - Anita Gradin (88), Zweeds politica
- 2022 - Eric Schneider (87), Nederlands acteur
- 2023 - Redd Holt (91), Amerikaans jazzdrummer, orkestleider en muziekpedagoog
- 2023 - Chas Newby (81), Brits bassist
- 2024 - Rudolf Spoor (85), Nederlands televisieregisseur
- 2024 - Morgan Spurlock (53), Amerikaans documentairemaker
- 2025 -  Pieter Biesboer (81), Nederlands kunsthistoricus
- 2025 - Lillian Boutté (75), Amerikaans jazzzangeres
- 2025 - Roel de Graaff (41), Nederlands voetballer
- 2025 - Sebastião Salgado (81), Braziliaans fotograaf

## Viering/herdenking
- Dag van de Grondwet (Bondsrepubliek Duitsland)
- Rooms-katholieke kalender:
  - Heilige Desideer (van Vienne) († c. 610)
  - Heilige Guibert(us) (van Gembloers) († 962) - Gedachtenis (in bisdom Namen)
  - Heilige Ivo van Chartres († 1117)
  - Heilige Didier van Langres († c. 407)
  - Heilige Johannes Baptist de Rossi († 1764)
  - Girolamo Savonarola († 1498)

## Weerextremen

### Nederland
| | Officiële records | Officiële records | Officiële records |      | Landelijke records | Landelijke records | Landelijke records                                                           |
| Gebeurtenis | Jaar              | Extreem           | Locatie           | Jaar | Extreem            | Locatie            |                                                                              |
| --- | ----------------- | ----------------- | ----------------- | ---- | ------------------ | ------------------ | ---------------------------------------------------------------------------- |
| Laagste etmaalgemiddelde temperatuur (°C) | 2013              | 6,6               | De Bilt           |      | 2013               | 4,9                | Deelen, Hupsel                                                               |
| Hoogste etmaalgemiddelde temperatuur (°C) | 1922              | 23,4              | De Bilt           |      | 1922               | 25,9               | Maastricht                                                                   |
| Laagste minimumtemperatuur (°C) | 1905              | 0,0               | De Bilt           |      | 1955               | −0,7               | Gilze-Rijen                                                                  |
| Hoogste minimumtemperatuur (°C) | 2018              | 14,3              | De Bilt           |      | 1922               | 18,3               | Maastricht                                                                   |
| Laagste maximumtemperatuur (°C) | 1975, 2013        | 10,4              | De Bilt           |      | 2013               | 8,3                | Maastricht                                                                   |
| Hoogste maximumtemperatuur (°C) | 1922              | 32,1              | De Bilt           |      | 1922               | 34,9               | Vlissingen                                                                   |
| Hoogste uurgemiddelde windsnelheid (m/s) | 1915, 1935        | 10,8              | De Bilt           |      | 1966 2006          | 18,0               | Leeuwarden Houtribdijk                                                       |
| Hoogste windstoot (m/s) | 1959              | 19,0              | De Bilt           |      | 2012               | 24,0               | Stavoren                                                                     |
| Langste zonneschijnduur (uur) | 2001              | 15,2              | De Bilt           |      | 1959 2001 2012     | 15,2               | Eelde Berkhout, De Bilt, De Kooy, Leeuwarden, Marknesse, Stavoren Leeuwarden |
| Langste neerslagduur (uur) | 2003              | 15,9              | De Bilt           |      | 2003               | 17,6               | Herwijnen                                                                    |
| Hoogste etmaalsom van de neerslag (mm) | 2012              | 22,5              | De Bilt           |      | 2012               | 37,5               | Volkel                                                                       |
| Laagste etmaalgemiddelde relatieve vochtigheid (%) | 1989              | 43                | De Bilt           |      | 1922 1989          | 40                 | Maastricht Deelen, Maastricht                                                |
| Laagste uurwaarde luchtdruk op zeeniveau (hPa) | 2022              | 996,3             | De Bilt           |      | 2022               | 995,1              | Eelde                                                                        |
| Hoogste uurwaarde luchtdruk op zeeniveau (hPa) | 1991              | 1032,8            | De Bilt           |      | 1991               | 1034,1             | Vlissingen                                                                   |
| Officiële records worden altijd gemeten op het KNMI-weerstation in De Bilt. Landelijke records kunnen worden gemeten op elk officieel KNMI-weerstation in Nederland. |                   |                   |                   |      |                    |                    |                                                                              |

Uitzonderlijke gebeurtenissen
- 1919 - Eerste officiële zomerse dag van het jaar (maximumtemperatuur ≥ 25 °C in De Bilt)
- 1922 - Landelijk maandrecord hoogste etmaalgemiddelde temperatuur in °C van mei gemeten in Maastricht: 25,9
- 1922 - Landelijk maandrecord hoogste maximumtemperatuur in °C van mei gemeten in Vlissingen: 34,9

### België
Dagrecords
- 1867 - Laagste etmaalgemiddelde temperatuur 6 °C
- 1922 - Hoogste etmaalgemiddelde temperatuur 25,3 °C
- 1867 - Laagste minimumtemperatuur 2,2 °C
- 1922 - Hoogste maximumtemperatuur 32 °C
- 1950 - Hoogste etmaalsom van de neerslag 34,3 mm

Uitzonderlijke gebeurtenissen
- 1950 - 93 mm neerslag in Komen en 123 mm in Kerkhove (Avelgem).
- 2013 - Met een maximumtemperatuur van 9,3 °C op één na koudste 23 mei sinds begin waarnemingen in Ukkel. Enkel in 1887 was het kouder met 8,9 °C.[11]

<< · 1 · 2 · 3 · 4 · 5 · 6 · 7 · 8 · 9 · 10 · 11 · 12 · 13 · 14 · 15 · 16 · 17 · 18 · 19 · 20 · 21 · 22 · 23 · 24 · 25 · 26 · 27 · 28 · 29 · 30 · 31 · >>